# 8681 Burs
8681 Burs è un asteroide della fascia principale. Scoperto nel 1992, presenta un'orbita caratterizzata da un semiasse maggiore pari a 3,0502866 UA e da un'eccentricità di 0,1721833, inclinata di 2,56945° rispetto all'eclittica.